# Онек (Кочев'є)
Онек (словен. Onek) — поселення в общині Кочев'є, регіон Південно-Східна Словенія, Словенія. Висота над рівнем моря: 585,1 м.